# 甘谷文庙
甘谷文庙大成殿，位于中国甘肃省甘谷县，为一个省级文物保护单位，类型为古建筑。
甘谷文庙大成殿的历史年代为明代。